# Greatest hits (Laban)
 For alternative betydninger, se Greatest hits. (Se også artikler, som begynder med Greatest hits)
Greatest hits er navnet på Labans opsamlingsalbum, som udkom i 1988.

## Spor
| #   | Titel                                                         | Længde |
| --- | ------------------------------------------------------------- | ------ |
| 1.  | "Caught by surprise"                                          |        |
| 2.  | "Russian roulette"                                            |        |
| 3.  | "Donna donna"                                                 |        |
| 4.  | "Asian heart"                                                 |        |
| 5.  | "Ch-Ch-Cherrie"                                               |        |
| 6.  | "Prisoner of the night"                                       |        |
| 7.  | "Save me"                                                     |        |
| 8.  | "Love in Siberia"                                             |        |
| 9.  | "I close my eyes and count to ten"                            |        |
| 10. | "Cool down"                                                   |        |
| 11. | "Ca-me-camera"                                                |        |
| 12. | "Down on your knees"                                          |        |
| 13. | "Gimme your name, gimme your number"                          |        |
| 14. | "Don't stop"                                                  |        |
| 15. | "Caught by surprise" (Maxi version - kun på CD)               |        |
| 16. | "I close my eyes and count to ten" (Maxi version - kun på CD) |        |